# Noah Segan
Noah Segan, född 5 oktober 1983 i New York, är en amerikansk skådespelare.
Segan har bland annat medverkat i TV-serien Poker Face. Han har även medverkat filmerna Star Wars: The Last Jedi och Knives Out.

## Filmografi (i urval)
- 1996–2000 – KaBlam! (TV-serie)
- 2008 – The Brothers Bloom
- 2012 – Looper
- 2017 – Star Wars: The Last Jedi
- 2019 – Knives Out
- 2023 – Poker Face (TV-serie)